# Gino Priolo

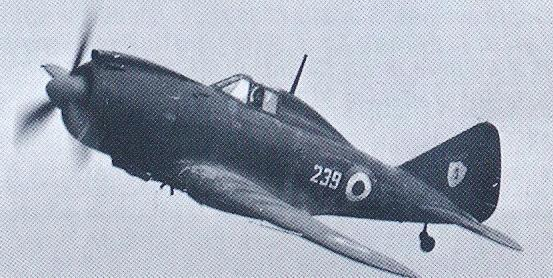
Priolo bestuurde een Reggiane Re2002 van de Italiaanse Koninklijke Luchtmacht.

Gino Priolo (Bari, 15 oktober 1912 – Siciliaans luchtruim, 19 juli 1943) was een gevechtspiloot in het koninkrijk Italië tijdens de Tweede Wereldoorlog.

## Levensloop
Priolo volgde de opleiding tot piloot in de Koninklijke Luchtvaartschool van Caserta (1932-1934). Van 1934 tot 1938 was hij gevechtspiloot in Italiaans-Libië. Door een ongeval met zijn vliegtuig verloor hij een oog. Priolo werd vrijgesteld van militaire dienst en keerde naar Italië terug. Hij studeerde rechtsgeleerdheid aan de universiteit van Palermo, waar hij het diploma van jurist behaalde. 
In 1942 werd Priolo opgevorderd als gevechtspiloot en dit ondanks zijn beperkt gezichtsvermogen. Hij volgde een extra training in Aviano, Noord-Italië. Hij behaalde er de graad van kapitein. Op 9 juli 1943 startte Operatie Huskey ofwel de landing van Geallieerde troepen in Sicilië, dat het begin van de Italiaanse Veldtocht betekende. Priolo werd ingedeeld in de 5e divisie van gevechtspiloten, waar hij het bevel voerde over het 101e eskader. Tien dagen na de start van de vijandelijkheden zat het 101e eskader in een luchtgevecht met Geallieerde vliegtuigen. Priolo bestuurde een Reggiane Re2002, een eenmotorig vliegtuig van de Italiaanse luchtmacht. Priolo stortte zich op een vliegtuig dat zijn hele eskader dreigde neer te maaien. Priolo’s toestel werd geraakt en ontplofte.
Bij Koninklijk Decreet van 12 augustus 1943 kreeg kapitein Priolo postuum de Gouden medaille voor Dapperheid.